# فرودگاه مونا
فرودگاه مونا (به انگلیسی: Mona Airport) یک فرودگاه است که یک باند فرود چمن دارد. این فرودگاه در کشور پورتوریکو قرار دارد.